# 神木麗
神木 麗（かみき れい、1999年〈平成11年〉12月20日 - ）は、日本のAV女優。ファンスタープロモーション所属。SODクリエイト専属。

## 略歴
ソフト・オン・デマンド主催の「マジックミラー号25周年シンデレラオーディション」でグランプリを受賞。デビュー作発売前の光文社『FLASH』2022年3月22日号で初ヌード撮影を行った。
なお、オーディション応募のきっかけは高校時代よりエステ作品など素人もののAVを趣味（おかず目的）で観ており、その中にマジックミラー号作品もあり、オーディションを知った際に「応募しなくちゃ」と思ったため。実際に中に入り撮影して「見られると興奮する」という自身の性癖も知れたという。
2022年4月にAVデビュー（受賞からデビューまでは「しおり」名義）。デビューまでの経緯は「美容系の会社で働いており、資金を貯めて自分のお店を持つという夢があったから」と述べている。
同年5月に神木麗に改名。麗（れい）は2文字の名前に憧れがあり、自身で決めた。苗字部分はSODの担当プロデューサーが命名。つなげて読むと「髪きれい」となる言葉遊びとなっている。
同年9月、月刊FANZA発表「このAV女優がすごい!2022夏」新人編1位。また、忙しくなったことでこの頃に美容糸の兼業状態を解消した。
2023年4月23日にはデビュー1周年を記念して、マジックミラー号を再現したラブホテルで撮影会を開催した。
5月19日、SOD Star2022年専属デビュー組4名（神木麗、恋渕ももな、小湊よつ葉、星乃莉子）でユニット「4star X sister」（シスターシスター）を結成。同日Youtubeチャンネルを開始。
7月31日週FANZA通販フロアランキングにて、『【夏といえば水着！SODstar全員ビキニ祭】THE ビキニ女子会 グラマスボディの仲良しツートップが豪華W中出し！ 神木麗 恋渕ももな』が、初登場1位を記録。
11月13日週FANZA通販フロアランキングにて、『命を救った男は最悪の強●魔だった。無理矢理性処理をさせられ続けレ×プ沼に堕ちた救急救命医・神木麗』が初登場9位を記録。
2024年3月4日週FANZA通販フロアランキングにて、『1泊2日ひたすらとまらない連続中出し 3本番SEX 家に帰るまでずっとマ〇コに精子入れっぱなし 膣内射精12発 神木麗』が初登場8位を記録した。同年3月18日週FANZA動画フロアランキングにて『ルックス、エロ、性格、全てSクラスな高級愛人と中出し。れい』（SODクリエイト）が7位にランクイン。2024年3月25日週FANZA動画フロアランキングにて、同作が2位まで上昇した。
同年4月3日には東京・三軒茶屋グレープフルーツムーン「月で逢いましょうvol.90 ニューカマースペシャル」で『やさしさで溢れるように』（Flower）などを歌唱。
同年7月29日週FANZA動画フロアランキングにて、2023年12月発売の『ルックス、エロ、性格、全てSクラスな高級愛人と中出し。れい』が10位ランクイン。
2025年2月17日週FANZA動画フロアランキングにて『【VR】【8K】マジックミラートリプルルーム NTR エステ 両隣で彼女と彼女の友達がヤられている中、僕も痴女エステティシャンにヤられてしまう… 神木麗降臨スペシャル』が初登場10位。
同年3月10日週FANZA通販フロアランキングにて『【部屋結界】SODstarコラボSPECIAL！～ようこそ僕だけの淫乱水泳スクールへイヒ！～スタイル抜群美女コーチを2人まとめて僕だけのいいなりご奉仕ペットに洗●支配 本庄鈴 神木麗』が初登場7位を記録した。同年3月29日週の同ランキングでは同作が4位までランクアップした。
同年3月25日週FANZA通販フロアランキングにて、イメージビデオ『Rei2 Timeless Venus』（REbecca）がDVD版が初登場6位、Blu-ray版が同5位にランクイン。同年4月度FANZA通販フロア女優ランキング5位。
2025年5月には『TREND GIRLS撮影会2025』に参加。ビキニ姿が「王女風」「オーラ溢れる」と報道された。

## 人物
- 小学校高学年でオナニーの自覚なしに股間を触ることを覚える[5]。中学3年で胸がEカップになり、同級生女子から触られるようになる[5]。
- 初めての彼氏は高校2年生のとき[4]。同級生だった彼の家で全裸でいちゃついていたら、彼の母親が『たい焼き買ってきたよ～』と、勢いよくドアを開けてこられ、あそこを舐められているところだったのが思い出。その後メチャクチャ怒られたという[4]。その彼とは初めてだったこともあり、1日計7回するなどHにハマる[5]。体位を知らず単調だったが、近所の草原、マンションの非常階段などシチュエーションで興奮することも覚えた[5]。
- デビューまでの経験人数は5人[8]。
- AVデビュー前は胸が大きいことで太っていると自覚していた[8]。
- スポーツ歴は中学時代の陸上・走り高跳び[26]。同じグラウンドのサッカー部から「おっぱい揺れてんぞ」と言われ、胸の大きなことに嫌悪感を抱いていたという[5]。
- イラストレーターの杜のひやし中華は「見事なおわん型のHカップ、169センチの長身、S字のくびれ、そこに楕円形の美ヒップが加わる。究極のゴージャスボディと呼ばれるのも納得」と批評している[1]。神木はインタビューでバックが好きといったことをきっかけに撮影されることが増え、「後ろから見てもエロい女になりたくて（お尻を）鍛え始めた」と別の雑誌インタビューで回答している[5]。なお立ちバックは神木の身長が高いこと、なおかつヒールを履いてることも多いため男優の腰の位置と合わず、気持ちのいいところに当たらないことが多いため、最初は腰を高くして見栄えのいい位置で挿入してもらうものの、少しずつ膝を曲げ、男優がピストンしやすい位置や角度に持っていけるよう調整しているという[5]。

## 作品

### アダルトビデオ
2022年
- マジックミラー号シンデレラオーディショングランプリ AV DEBUT しおり(仮) 22 歳（4月7日、SODクリエイト）
- 突撃、お宅訪問えっち。SODstar神木麗を発射無制限でお貸しします。（6月9日、SODクリエイト）
- 石和温泉を訪れた神木麗ちゃん(22) タオル一枚男湯入ってみませんか? HARD（7月7日、SODクリエイト）
- ドバドバ精子垂れ流し無限昇天イメクラエステ6COSPLAY3sex 神木麗（8月11日、SODクリエイト）
- 絶頂開発 G 乳 恵 体 BODY をガクブル震わせながら激イキ!初めての巨根大絶頂 神木 麗（9月8日、SODクリエイト）
- 突然のゲリラ豪雨ではじめて出来た彼女の完璧すぎるエロボディが発覚！我慢できなくなってオッパイ揉みまくり！朝までイチャイチャパコパコしまくった！！ 神木麗（10月6日、SODクリエイト）[27]
- スタイルが抜群過ぎる部下の弱みを握り脅迫して肉奴隷化。パワハラ上司の社内ランジェリー調教!! 神木麗（12月8日、SODクリエイト）

2023年
- 初ナマ中出し解禁。汗だくまみれの大絶頂、大絶叫セックス 神木麗（2月9日、SODクリエイト）
- 本能で絡み合う極上のランジェリー&オイリー4本番 神木麗（4月6日、SODクリエイト）[5]
- 体の相性が最高なコンビニパート主婦Kさんとは休憩2時間のショートタイム密会でも最低3回は射精（だ）せる 神木麗（5月11日、SODクリエイト）
- 美巨乳で無自覚に男子生徒を挑発してしまう天然な神木先生は成績が全然上がらない僕を心配して勉強だけじゃなくチ○ポの面倒も見てくれる女神様だった…！ 神木麗（6月8日、SODクリエイト）
- 神対応の麗ちゃんが一日中、全力射精サポート♪1時間に1回発射し続けなければ‘即帰宅’させられる一泊二日の絶倫旅行！ 神木麗（7月6日、SODクリエイト）
- 【夏といえば水着！SODstar全員ビキニ祭】神Gをじっくり乳揉みマッサージでGスポット化 痙攣＆エビ反りアクメ連発で全身性感帯化「こんな身体にして…どうしてくれるんですか？」 神木麗（8月10日、SODクリエイト）
- 【夏といえば水着！SODstar全員ビキニ祭】THE ビキニ女子会 グラマスボディの仲良しツートップが豪華W中出し！ 神木麗 恋渕ももな（8月24日、SODクリエイト）[28][29]
- 俺しか知らないカノジョの変態な素顔。社内で美人と評判のKサンと秘密のオフィスラブ。高嶺の花で近寄りづらいと思われてるけど、実は求められたらいつでもどこでもエロいリクエストに応えてくれるドMカノジョです。 神木麗（9月7日、SODクリエイト）
- もっと色んな男性のせめ方をお勉強させてください！ピンサロ・メンエス・ イメクラ・ M 性感 …4 店舗の風俗プレイを神木麗が1日体験！（10月12日、SODクリエイト）[5]
- 超絶スタイル神木麗の「美尻」を堪能する5シチュエーション 私、実は…おっぱいだけじゃなくておしりもスゴいんです。 神木麗（11月9日、SODクリエイト）[1]
- 命を救った男は最悪の強●魔だった。無理矢理性処理をさせられ続けレ×プ沼に堕ちた救急救命医・神木麗（12月21日、SODクリエイト）

2024年
- 美人ホテリエの隠れた趣味は、妻や恋人がいるお客様を囁き淫語で誘惑して寝取ることです。 神木麗（1月11日、SODクリエイト）
- 憑依バカッター 神木麗 奇跡のクリスマスプレゼント？！ デカ乳バイトちゃんのカラダ使って大暴走じゃーいww クリスマスのコンビニで再びエロバカ大炎上スペシャル聖夜のおっぱいま〇こ投稿！29連発マシマシ祭り！！（1月25日、SODクリエイト）
- 民泊を営む美人妻が宿泊客に欲求不満を挑発されて NTR セックス。やみつきになって旦那に隠れてヤりまくった3泊4日 神木麗（2月8日、SODクリエイト）
- オタクに優しいギャル神木さんに何故か気に入られ…強引に筆下ろしされた日からニコニコ顔のあまかわな小悪魔責めに翻弄されまくり、チ〇ポもココロも握られちゃった童貞のボク。 神木麗（3月7日、SODクリエイト）
- 1泊2日ひたすらとまらない連続中出し 3本番SEX 家に帰るまでずっとマ〇コに精子入れっぱなし 膣内射精12発 神木麗【特典映像収録版】（4月11日、SODクリエイト）[30]
- 高級タワーマンションへ引っ越してきた新妻が金持ち男たちの道楽のターゲットになり媚●付けにされ性玩具化。キメセク乱交パーティで唾液をダラダラ垂らしながらひたすらにチ●ポを求めるまでに快楽堕ち。 神木麗（5月9日、SODクリエイト）[31]
- Hカップおっぱいを常に密着させて全力で生ハメ本番ご奉仕してくれる追撃肉棒しごき上げ無限射精回春エステ 神木麗（6月6日、SODクリエイト）
- 彼女の姉の風呂上りの無防備なノーブラ姿に勃起が抑えきれず襲おうとしたら、逆に超むっつり絶倫で何度も中出しさせられた 神木麗（7月11日、SODクリエイト）[32]
- 保育園にこどもを送ってから迎えまでの8時間…長男のサッカースポ少のコーチと、不倫セックスしまくっている絶倫ママチャリ妻。 神木麗（8月8日、SODクリエイト）[33][34]
- 「結婚するのでもう会えない…」2年続いたセフレからもう会わないと連絡あり…最後にもう一度だけ会っとこうと互いに名残惜しみつつ夜明けまで生ハメ中出ししまくったのがどちゃくそ良かった件 神木麗（9月12日、SODクリエイト）
- 体液ズブ濡れでよがりイク極上のカラダ 汗・潮・涎全ての神木汁を味わい堪能する5CORNER 神木麗（10月10日、SODクリエイト）[35][36]
- はじめてのドクハラ健康診断 変態医師のスケベ検診に悔しくもガクガク声我慢イキするOL 神木麗（24）（11月7日、SODクリエイト）[37]
- 欲求不満女子大生は海の家の短期バイト中ビーチに集まる男達の筋肉と汗の匂いにムラムラが抑えられず…SEX懇願じゅぽフェラで誘惑しまくった 神木麗（12月12日、SODクリエイト）[38]

2025年
- 結婚して4年…妻の初めての朝帰り 俺の知らないところで穴モテしていた嫁にムカついて逆上上書きSEXで浮気穴をザーメンでたっぷたぷにしてやった、、、 神木麗（1月9日、SODクリエイト）
- 我が家の王様にキメセク・リベンジ 常に上から目線の偉そうな姉に復讐のつもりで100倍濃縮された性欲増強剤を与えたら、ガンギマリ雑魚マ×コ堕ちし、弟ながら勃起した。神木麗（2月6日、SODクリエイト）
- 都会の生活に疲れた僕が一人旅で訪れたド田舎で、女神みたいな巨乳美女に全肯定されながら何度も何度も射精した夢みたいな一週間。 神木麗（3月6日、SODクリエイト）[39]
- 一泊二日で13発射精しちゃうヤリまくりイチャイチャ温泉旅行 神木麗【特典映像付き】（4月10日、SODクリエイト）
- 【部屋結界】SODstarコラボSPECIAL! ～ようこそ僕だけの淫乱水泳スクールへ　イヒ! ～スタイル抜群美女コーチを2人まとめて僕だけのいいなりご奉仕ペットに洗●支配 本庄鈴 神木麗【特典映像付き】（4月24日、SODクリエイト）
- 金曜夜、男友達よりも気が知れてる地元の連れと合流。学生みたいに遊びまくり疲れ果てた僕ら。ノリで入ったラブホで初めて見た‘欲しがり女顔’に歯止めが効かず、朝がきても狂ったようにヤリ続けた。 神木麗（5月8日、SODクリエイト）
- 神木麗 3周年記念初総集編 男なら一度は抱いてみたいHカップ恵体の超美人を抱きまくる10時間 20作品20SEX（5月22日、SODクリエイト）[40]
- デキるバリキャリOL神木さんと出張先でホテル相部屋 とろっとろの舌を絡めて朝までベロチュウ性交 クールな先輩の本性は甘えたがりなキス魔痴女でした。神木麗（6月12日、SODクリエイト）
- 実写版 欲求不満の金髪人妻を誘ってみたらあっけなくチン堕ちしました SODSTAR神木麗×同人サークル‘聖華快楽書店’コラボ作品！（7月10日、SODクリエイト）[41]
- 【合宿輪●テロ】エース部員を贔屓する美人顧問を性処理係にして徹底的に理解らせたwww 神木麗（8月7日、SODクリエイト）[42]
- むしゃぶりつきたい身体のイイ女がほろよいノーガードで性欲むき出しに…よく呑みよく笑う完全OFFな神木麗が本能のままにイキまくる生々しいプライベート交尾（9月11日、SODクリエイト）

### VR
- SODstar 神木麗 初対面 天井特化・地面特化・全体位セックスを網羅! 169cm・Gカップボディを味わい尽くす（2022年12月22日、SODクリエイト）
- 彼女の家に泊まったら、姉の誘惑ランジェリーに思わず勃起してしまい…彼女よりも先にセックスしてしまった。SODstar 神木麗（2023年9月14日、SODクリエイト）
- SODstar 神木麗が神ボディでおもてなし。 プレイ中に何度も射精してOK 発射無制限の最高級5つ星ソープランド（2023年12月7日、SODクリエイト）
- VR CHANNEL 003 8KVR10射精 神木麗 神木麗を感じる（身体、胸、尻、顔、素）5コーナー×全裸観察×おっぱい密着特化×神尻密着特化×イキ顔特化SEX×ハメ撮り特化SEX（2024年2月22日、SODクリエイト）
- マジックミラートリプルルーム NTR エステ 両隣で彼女と彼女の友達がヤられている中、僕も痴女エステティシャンにヤられてしまう… 神木麗降臨スペシャル（2025年2月20日、SODクリエイト）
- シン・サキュバスVR 神木麗（2025年4月3日、SODクリエイト）

### アダルト配信
- ルックス、エロ、性格、全てSクラスな高級愛人と中出し。れい（2023年12月13日、SODクリエイト）

### イメージビデオ
- Rei Lakeside Lovers 神木麗（2022年11月17日、REbecca）
- 湯女美人 神木麗（2023年2月22日、スパイスビジュアル）
- 美女のハダカ 神木麗（2024年5月29日、スパイスビジュアル）[43]
- Rei2 Timeless Venus 神木麗（2025年05月15日、REbecca）

### 写真集

#### 紙書籍
- 神木麗1st写真集 Beyond（2023年10月28日、徳間書店、撮影：ICHI）ISBN 978-4-19-865686-7 [44]
- プレミアムヌードポーズブック 神木麗（2024年6月25日、ジーオーティー、撮影：田村浩章）ISBN 978-4-8236-0680-9

#### デジタル写真集
- 山岸伸×SODデジタルヌード写真集 神木麗『I'll show you』（2023年4月1日、SOD publishing、撮影：山岸伸）
- 写真集Ather vol.1 神木麗: 神木麗アザーカット写真集（2023年6月14日、ひとつなぎBOOKS、撮影：ナカヤマトモアキ）
- 写真集Ather vol.2 神木麗: 神木麗アザーカット写真集（2023年6月20日、ひとつなぎBOOKS、撮影：ナカヤマトモアキ）
- 神木麗 大和撫子はGカップ（2023年7月10日、小学館、撮影：西條彰仁）週刊ポストデジタル写真集
- 神木麗　星乃莉子　小湊よつ葉　恋渕ももな　Lucky Clover（2023年7月21日、小学館、撮影：桑島智輝）[45]
- 神木麗　星乃莉子 Love Passion（2023年7月21日、小学館、撮影：桑島智輝）[46]
- 神木麗 美麗日和（2023年8月29日、徳間書店、撮影：ICHI）アサ芸SEXY女優写真集
- 神木麗 純情華麗（2023年8月29日、徳間書店、撮影：ICHI）アサ芸SEXY女優写真集
- 神木麗 Love pop（2024年3月8日、徳間書店、撮影：ICHI）
- 神木麗 Dress up（2024年3月8日、徳間書店、撮影：ICHI）
- プレミアムヌードポーズブック 神木麗 増ページ【デジタル特装版】（2024年8月30日、ジーオーティー、撮影：田村浩章）※紙書籍版未収録の特別章「Light ＆ Shadow」を追加収録した電子書籍限定版。
- 【デジタル限定】神木麗写真集「スカンジナビア」（2024年12月20日、集英社、撮影：持田薫）
- ジューシーハニーDX 2024 神木麗（2025年3月25日、ジューシーハニー、撮影：篠原潔）
- FLASHデジタル写真集R 神木麗 雅で淫らな世界（2025年3月25日、光文社、撮影：青山裕企）
- 神木麗 FINE PLAY FRIDAYデジタル写真集（2025年4月4日、講談社、撮影：篠原潔）
- 神木麗 ワタシをどうする?（2025年7月23日、徳間書店、撮影：佐藤裕之）
- 神木麗 私にどうしてほしい?（2025年7月23日、徳間書店、撮影：佐藤裕之）

## 製品

### トレーディングカード
- AVC ジューシーハニー THE DX. 2024 河北彩花、水卜さくら、神木麗、楓ふうあ（2024年7月27日、株式会社ハバロッサ）
- AVC ジューシーハニーLUXURY EDITION 2025 DUO DIVAS 山岸あや花 & 美谷朱音 / 神木麗 & 渚恋生（2025年6月28日、株式会社ハバロッサ）

### アダルトグッズ
オナホール
- AVミニ名器 神木麗（2023年8月5日、日暮里ギフト）
- ぎゅん締め 極上 超 やわまん 神木麗（2023年12月5日、日暮里ギフト）
- 神フェラ クラシック 神木麗（2024年8月30日、ワイルドワン）

ローション
- 神木麗のAV名器汁ローション（2023年8月5日、日暮里ギフト）
- 神木麗の極上淫液ローション（2023年12月5日、日暮里ギフト）
- 日本のローション 神木麗（2025年4月18日、ワイルドワン）

## 出演

### ラジオ
- 紗倉まなとニューヨークのマジックミラーナイト（2022年6月5日、6月12日、12月11日文化放送）
- ラジオのアナ〜ラジアナ/深夜3時のヒロイン（2022年11月10日、11月17日、FM NACK5）
- ニューヨーク・小湊よつ葉のマジックミラーナイト（2023年8月7日、8月13日、文化放送）
- 成人の日記念!SOD女優とアダルトを祝おう!（2024年1月8日、渋谷クロスFM）- MC[47]
- 神木麗のおはれいらじお♪（2024年9月3日 - 、ラジオクロニクル）- MC

### テレビ
- もう!バカリズムさんの超H! #45（2023年6月26日、フジテレビONE）
- 桃色探訪〜伝説の風俗〜　第12弾（2023年8月12日、チャンネルNECO）[48]